# 天王寺岡山之戰
天王寺岡山之戰是德川幕府滅亡豐臣家的大坂夏之陣其中一場戰爭，時間是1615年（慶長20年）5月7日（6月3日），是大坂夏之陣最後一場戰役。最後德川家取得勝利，而豐臣秀賴在這場戰爭中自盡，德川家將豐臣氏滅亡，結束了大坂之役。這戰共分為兩部份，一邊由德川家康指揮，另一邊是由幕府將軍德川秀忠指揮。

## 佈陣
豐臣軍的真田信繁及其部隊在茶臼山佈陣。而岡山口由大野治長及部下新宮行朝、岡部則綱等人駐守。茶臼山以南是真田信繁的寄騎渡邊糺、大谷吉治、伊木遠雄等將約2000兵。至於四天王寺南門，由毛利勝永防守，再加上後藤基次及木村重成所屬的殘餘兵力，合共6500兵。
另外茶臼山西北木津川佈署明石全登300兵，準備突襲。四天王寺東北之後大野治長及七手組，共15000兵。
德川軍方面。紀州街道為伊達政宗為首的部隊。天王寺口方面，先鋒大將為本多忠朝，另有秋田實季、淺野長重、松下重綱、真田信吉、六鄉政乘、植村泰勝約5000兵。二番部隊的大將是榊原康勝另外包括小笠原秀政、仙石忠政、諏訪忠恒、保科正光總共5400兵。三番部隊的大將是酒井家次，其配下為松平康長、松平忠良、松平成重、松平信吉、內藤忠興、牧野忠成、水谷勝隆、稻垣重綱。最後方是德川家康。
在岡山口，先鋒是前田利常、本多康俊、本多康紀、片桐且元等將共2萬兵。第二陣是井伊直孝、藤堂高虎和細川忠興，另外加藤嘉明及黑田長政編排秀忠部隊，但兵數及詳情不明。後方是德川秀忠。

## 天王寺之戰
5月7日下午，雙方在天王寺佈陣。初時豐臣軍取得優勢，在槍擊戰中，毛利勝永擊退了本多、小笠原隊。當中本多忠朝及小笠原秀政陣亡，在較後時間，真田信繁嘗試向家康本陣突擊。總共突擊三次，後來隨即家康附近各部隊知道家康危險，立即援護，隨前線的真田隊全滅，後方的毛利隊眼見將被四方包圍，立即撤退。

## 岡山之戰
岡山方面，岡山口的德川秀忠因聽到天王寺的鎗聲而出擊迎戰，但身為秀忠軍事顧問的立花宗茂曾提議：「此時我軍突出將會遭到突擊，請往本陣退後。」可是秀忠和一眾旗本武將急於立功沒有接受，果遭到大野治房的突襲，導致先鋒前田利常不敵，全軍也幾近崩亂，陷入苦戰。同時藤堂高虎和井伊直孝因為援護家康本陣而離開，大野軍就此殺進秀忠本陣，酒井忠世、土井利勝被打退，秀忠本想親自提槍殺敵卻被安藤重信阻止，當時本多正信指出：「依大局來看，我們將會取得勝利，不用將軍親自出手。」，後秀忠的軍隊退後並受到黑田長政和加藤嘉明支援，此時秀忠和旗本武將們打算繼續退回本陣，立花宗茂卻說：「敵軍已顯疲態不會再攻擊，我軍若撤退將會造成士氣下降。」，秀忠本隊因而在立花宗茂及土井利勝的激勵下，開始對豐臣軍隊進行反擊。下午三時左右，豐臣軍漸露敗跡，向大坂城撤退。

## 戰後
豐臣軍最後退回大坂城，不久傳出豐臣秀賴自盡的消息。豐臣軍士兵及將領四處逃散或切腹自盡。而大坂城則被戰火損毀嚴重。